# Jongen

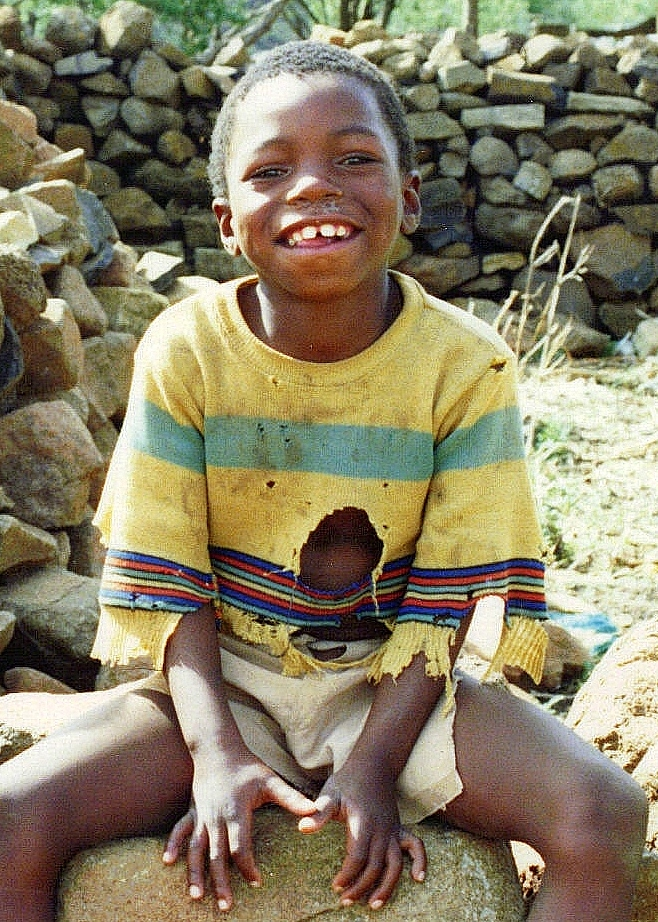
Jongetje dat op een steen zit

Een jongen is een mannelijk persoon, in het algemeen een kind. De term wordt echter ook vaak gebruikt voor jongvolwassen mannen tot ca. 30 jaar.
Het woord jongen betekende van oorsprong jong mens of jong iemand. Het wordt dan ook wel gebruikt in plaats van mens (jongens van Jan de Wit, jongens van de gestampte pot). In het Nederlands wordt soms ook een volwassen man nog weleens met "jongen" aangesproken. In uitdrukkingen als: 'Kom op jongens' en: 'Zullen we gaan, jongens?' worden groepen aangesproken. Daar kunnen zich dan ook wel ook meiden of meisjes onder bevinden of uitsluitend meisjes.

## Veelvoorkomende synoniemen
- Jochie
- Knaap
- Knul

De term jongeman zit tussen jongen en man in.
Jongen kan ook betekenen: het meervoud van jong (dier) of het werpen van een nest.